# Остров Принца Эдуарда
Остров Принца Эдуарда (англ. Prince Edward Island, фр. Île-du-Prince-Édouard, P.E.I.) — остров и отдельная провинция на востоке Канады, одна из так называемых Приморских провинций страны.
Столица — город Шарлоттаун. Население — 138 тысяч человек (2004), наименьшая провинция по численности населения и территории, в то же время самая густонаселённая.

## История названия

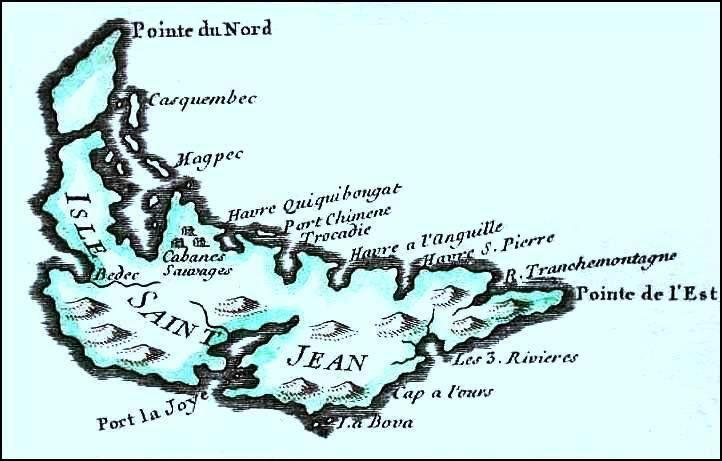
Карта острова, 1744 год

Первопоселенцы-французы назвали остров Сен-Жаном (фр. Ile Saint-Jean). Впоследствии британцы англизировали название, изменив Сен-Жан на Сент-Джонс (англ. St. John’s Island), а в 1798 остров переименовали в «Prince Edward Island» — Остров Принца Эдуарда в честь Эдуарда Августа, герцога Кентского, чтобы не путать остров с городом Сент-Джон в провинции Нью-Брансуик.

## Символы
- Цветок — Башмачок бесстебельный (лат. Cypripedium acaule)
- Дерево — Дуб красный (лат.  Quercus rubra)
- Птица — Голубая сойка (лат.  Cyanocitta cristata)

## География

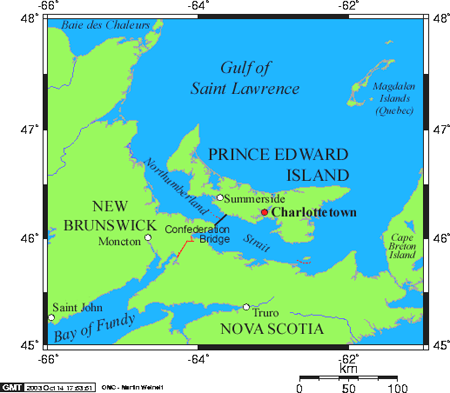

Остров, часто называемый «садовой провинцией», расположен в заливе Святого Лаврентия, к востоку от Нью-Брансуика и к северу от Новой Шотландии. С материковой территорией остров соединён мостом через пролив Нортамберленд.
Небольшой остров в форме вытянутого прямоугольника, со средне развитой береговой линией. Площадь острова составляет 5620 км². Много заливов и бухт: Хиллсборо, Малпек и др. На южном берегу есть несколько невысоких скал. Северный берег более плоский, много песчаных дюн. На северо-западе расположен мыс Норт-Кейп, считающийся самым длинным рифом Северной Америки из осадочных пород. Поверхность почти идеально плоская, средняя высота поверхности поднимается до 25 м над уровнем моря. Самая высокая точка (142 м) находится в долине Глен.

### Внутренние воды
На острове нет больших природных водоёмов, но много ручьёв и небольших рек. Благодаря обильным осадкам и рациональному управлению водными ресурсами на острове в достатке пресной воды.

### Климат
Зима умеренно холодная. Столкновения холодного арктического воздуха и мягкого атлантического воздуха вызывают частые колебания температуры. С декабря по апрель на острове много бурь и метелей. Весенняя температура обычно остаётся низкой, пока морской лёд не растает. Чаще всего лёд тает в конце апреля или начале мая. Лето умеренно тёплое, с максимальной суточной температурой, лишь иногда достигающей 30 °C (86 °F). Осенний сезон довольно приятный, так как воды залива отсрочивают наступление морозов, хотя и грозовой активности становится больше, чем летом. Количество осадков в течение всего года составляет 1160 мм.

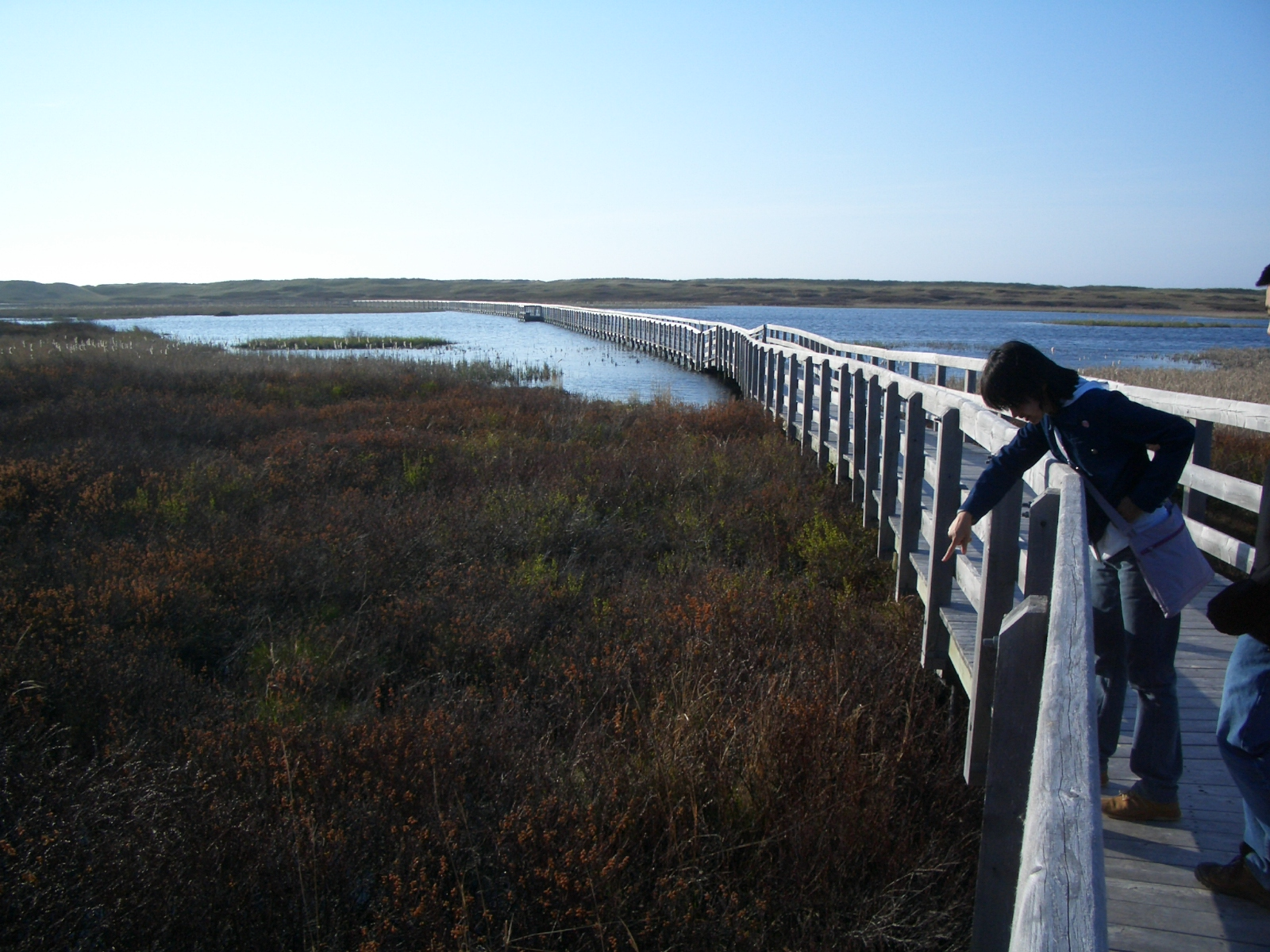
Дорожка в национальном парке Острова Принца Эдуарда, около Гринвича
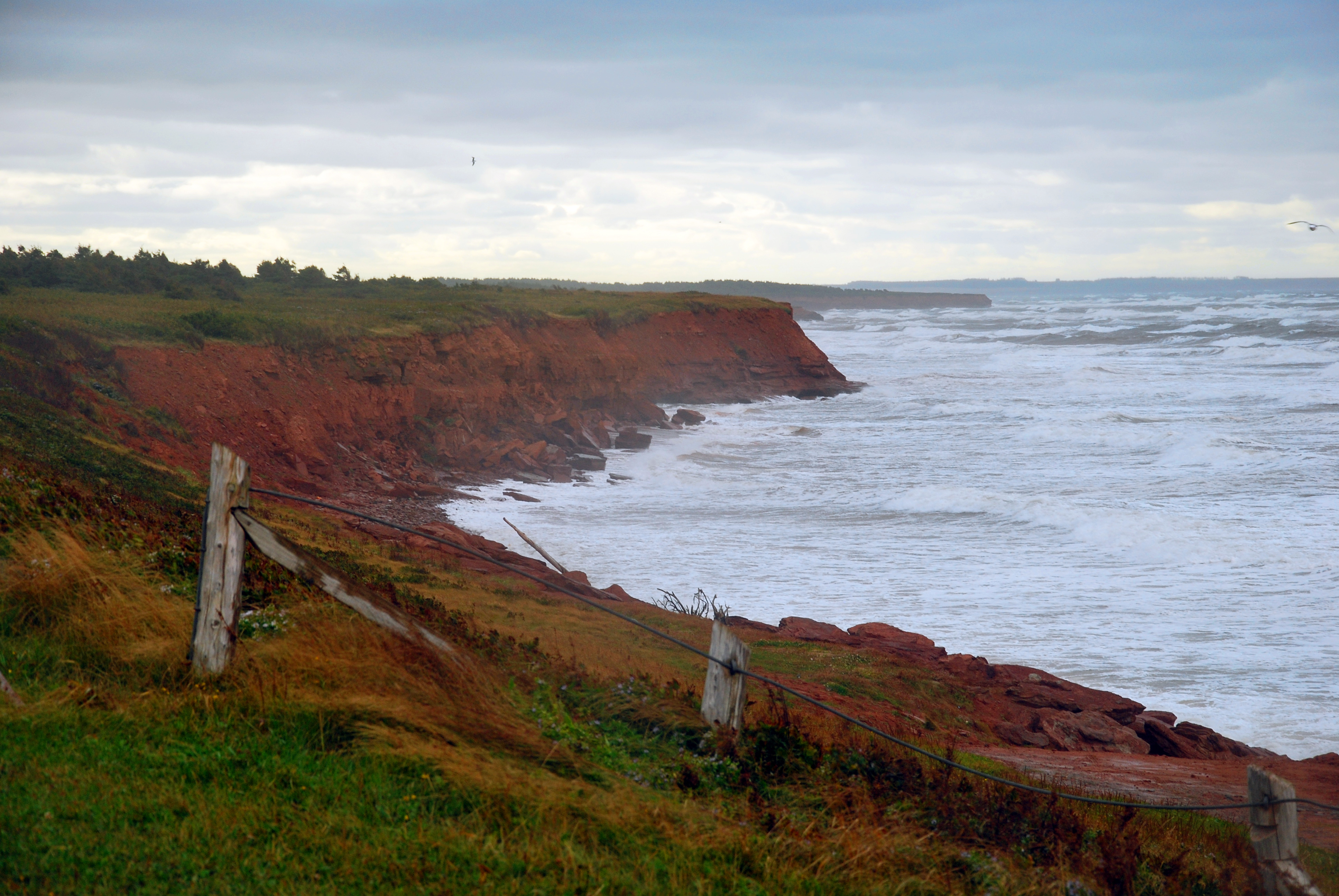
Побережье Острова Принца Эдуарда около Кавендиша в апреле
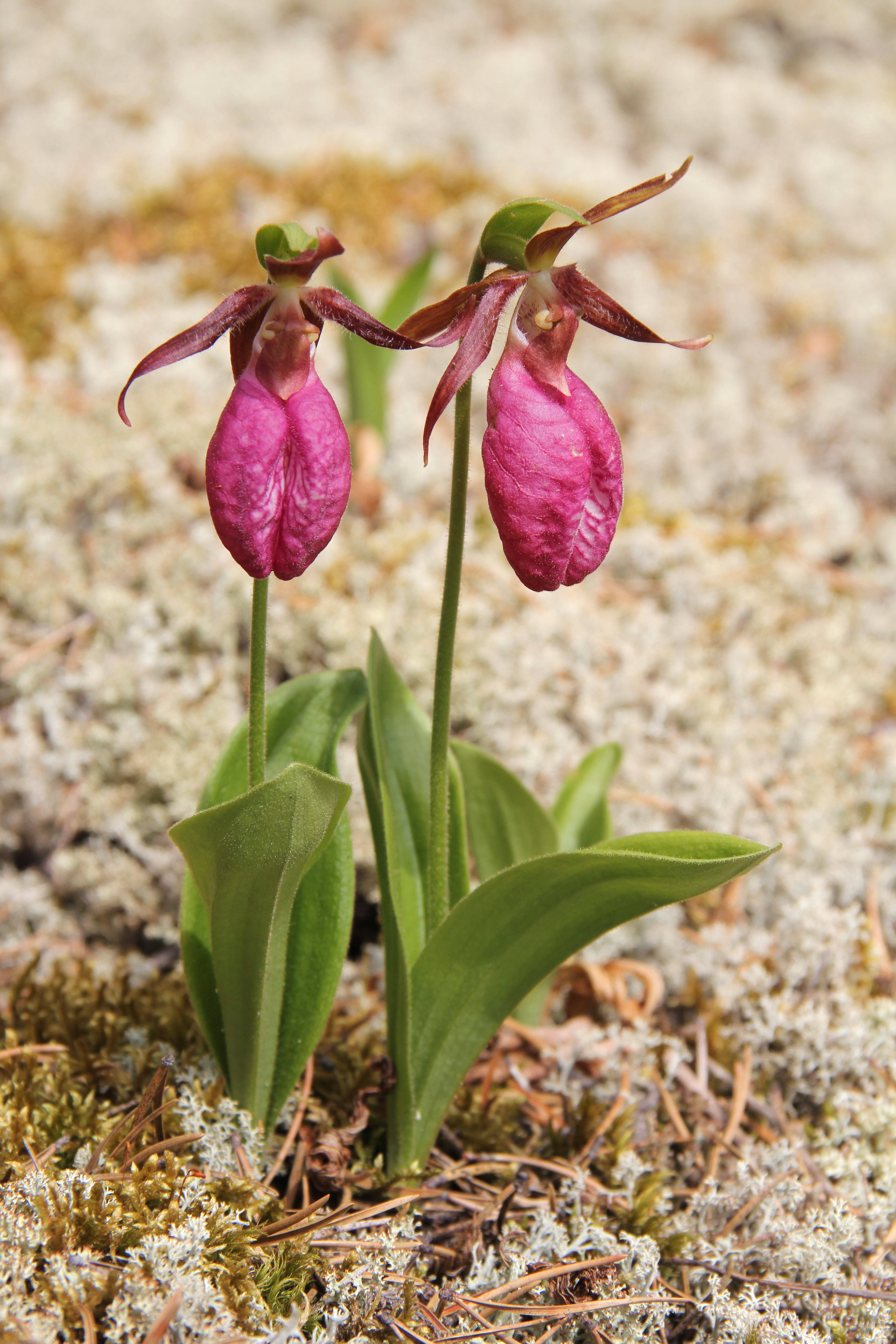
Башмачок бесстебельный
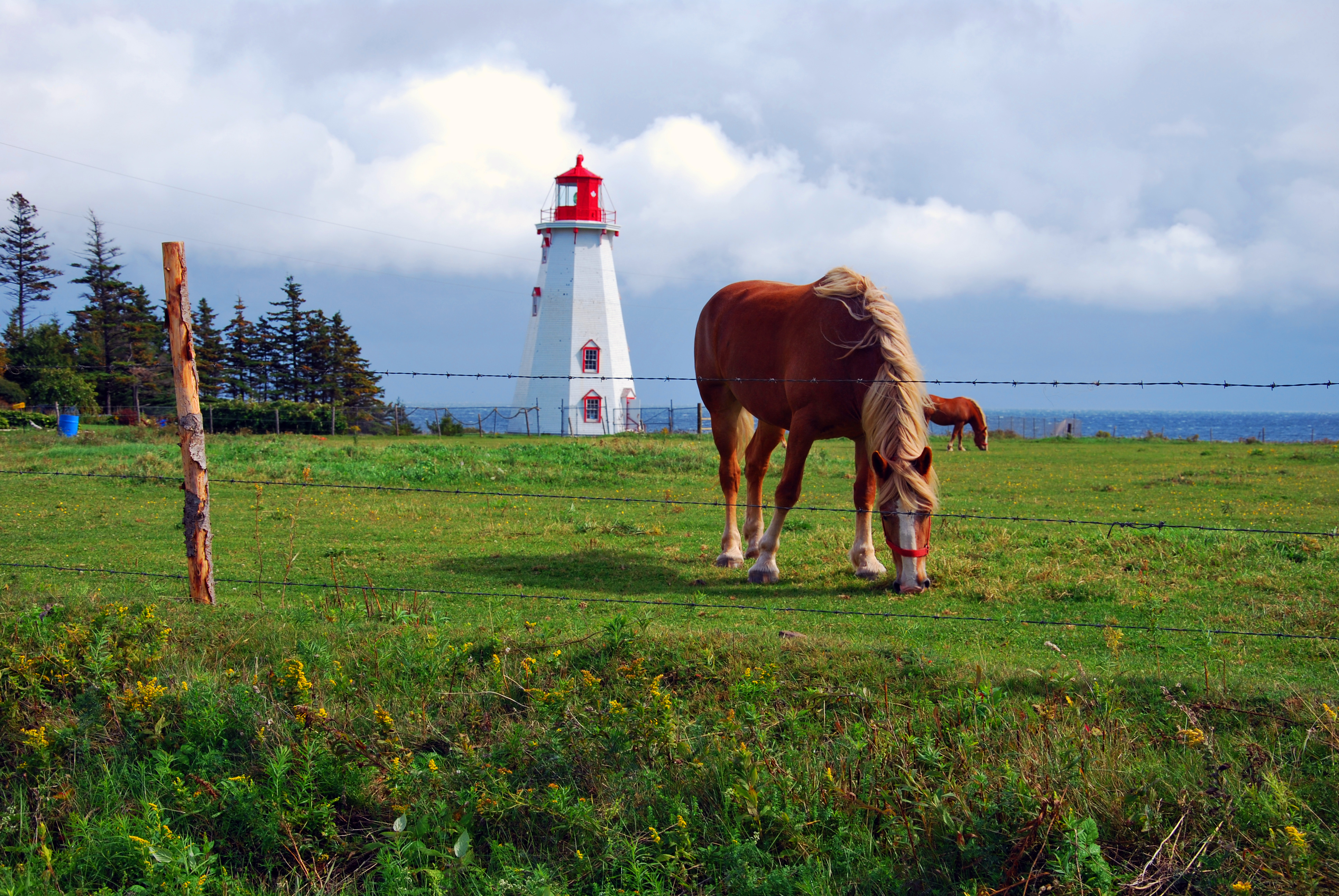
Маяк на острове Панмью
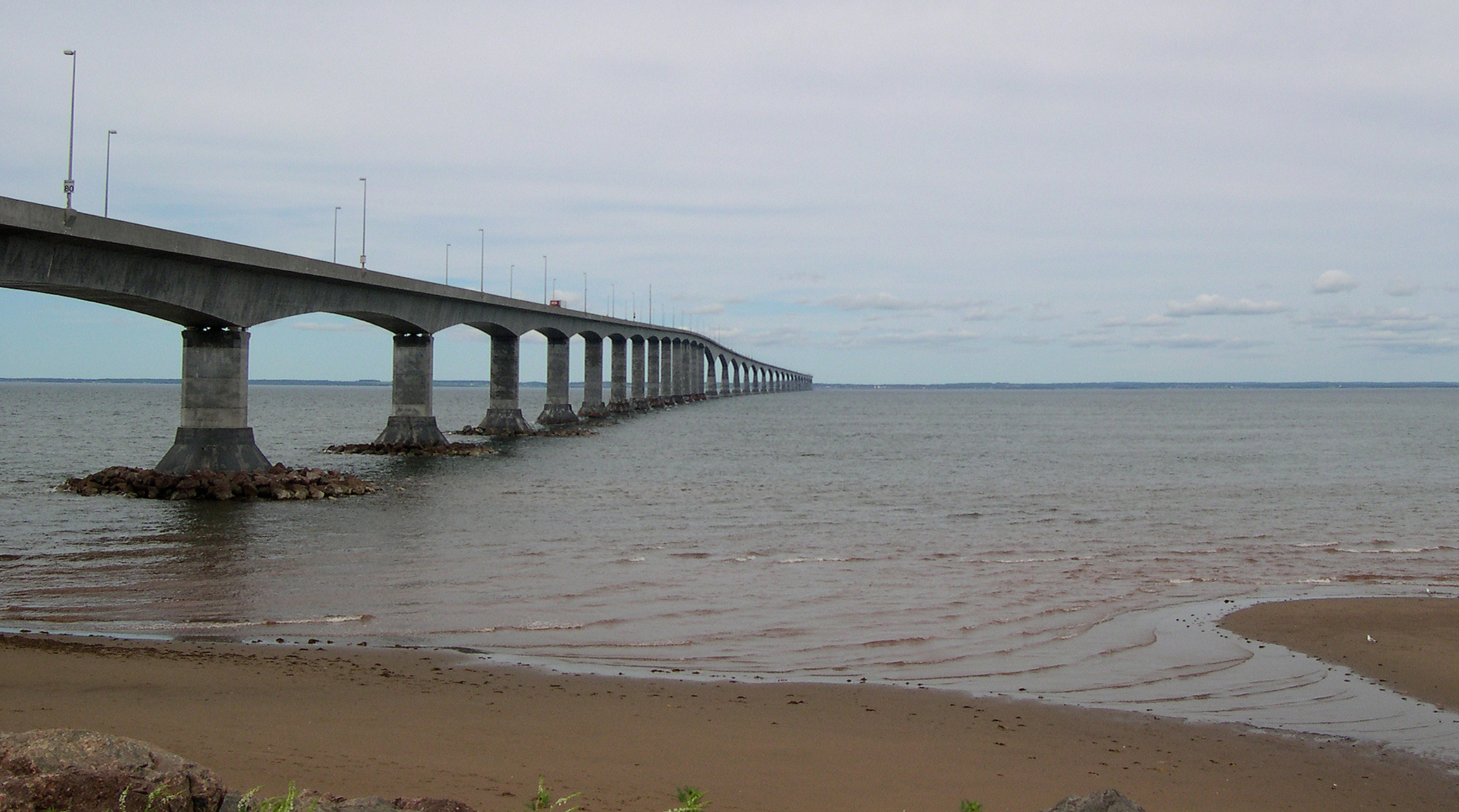
Мост Конфедерации, соединяющий остров с Нью-Брансуиком

### Природные ресурсы
На острове есть месторождения угля, природного газа, урана, ванадия и руд.

## Административное деление
Провинция делится на три округа, которые исторически использовались в качестве административных единиц для правительства провинции, а до Конфедерации (1873 год) — колониального правительства.
Округа больше не используются в качестве административных границ правительства провинции, однако Статистическая служба Канады продолжает использовать их в качестве переписных подразделений для статистических целей при проведении переписи населения.
Муниципальными образованиями на острове Принца Эдуарда являются города, посёлки городского типа, сельские муниципалитеты и курортные муниципалитеты.

## История

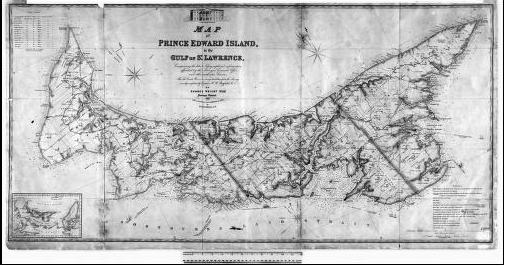
Карта острова Принца Эдуарда 1874 года

Жак Картье в 1534 году открыл остров. В течение последующих двухсот лет остров формально принадлежал Франции. Его часто посещали французские и баскские рыбаки. Первое постоянное французское поселение было построено на острове между 1720 и 1730 годами. Колония росла довольно медленно, и в 1748 году в ней проживало 700 человек. Затем на остров стали переселяться жители из Новой Шотландии из-за давления британского населения. В 1758 году число жителей выросло примерно до 4500 человек. После того, как была построена крепость Луисбург в 1758 году, Британия получила контроль над островом и вынудила большую часть французских жителей уехать. Остров официально перешёл под британский суверенитет в соответствии с положением Парижского мира в 1763 году и вошёл в состав Новой Шотландии.
В 1769 году Остров Принца Эдуарда был отделён от Новой Шотландии в качестве отдельной колонии. В 1851 году большую часть населения составляли выходцы из Англии, Шотландии и Ирландии. На момент назначения колонией остров был разделён на 67 земельных участков, распределённых по жребию между лицами, близкими к королевскому двору. Из-за этого начался социальный кризис, который закончился в 1873 году, когда колония вошла в состав Канадской Конфедерации.

## Население

### Численность населения

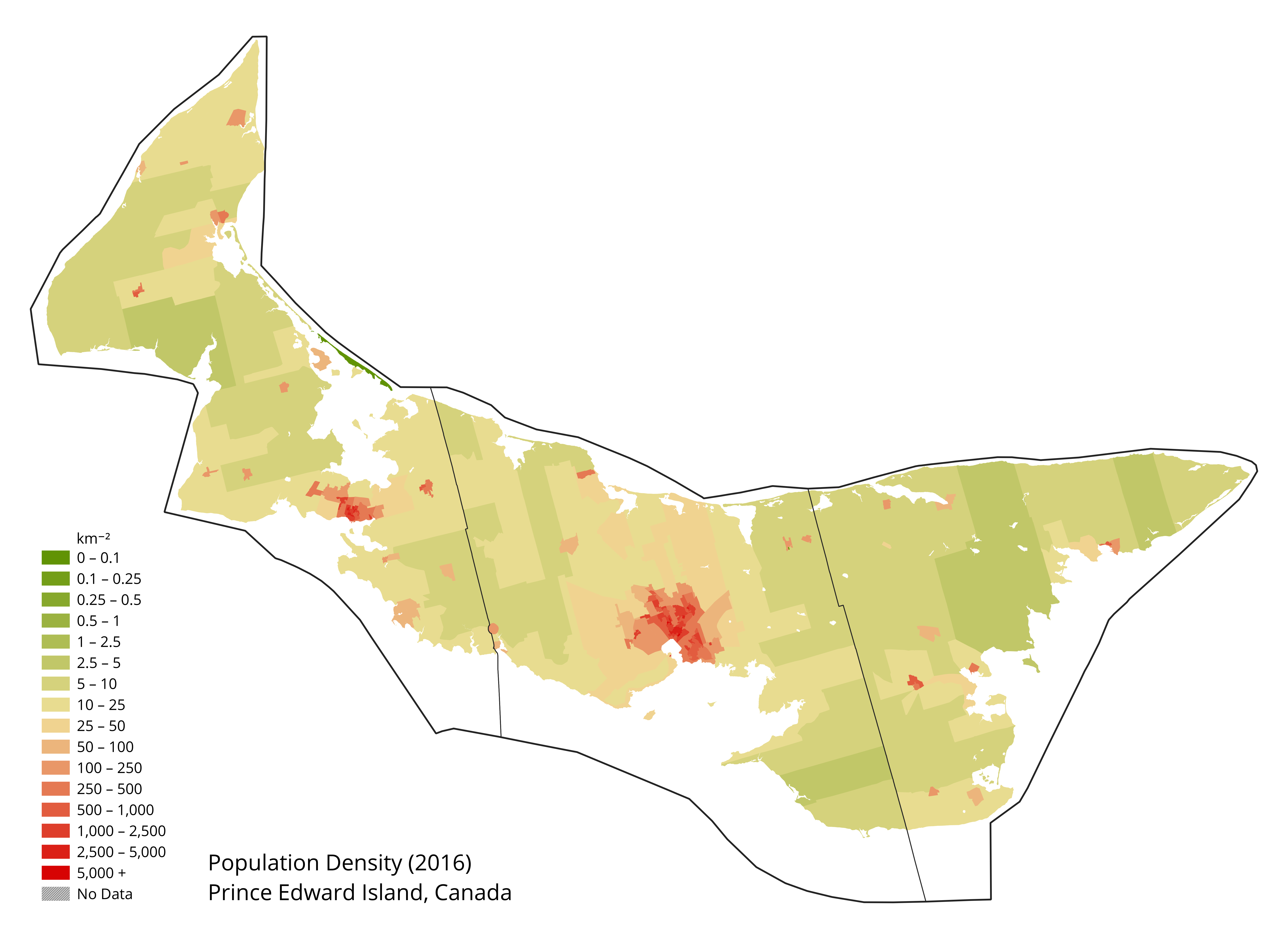
Плотность населения Острова Принца Эдуарда

Остров Принца Эдуарда является самой маленькой провинцией Канады по численности населения. Это самая густонаселённая провинция страны, плотность населения составляет 25,25 человека на км².
Согласно переписи 2016 года, население Острова Принца Эдуарда составляет 142 907 человек, проживающих в 71 119 домохозяйствах. По сравнению с 2011 годом население практически не изменилось (по переписи 2011 года в провинции было зарегистрировано 140 204 жителей).
Суммарный коэффициент рождаемости (СКР) в Остров Принцы Эдуарда в 2016 составлял 1,58, это самый высокое значение среди атлантических провинций.
Количество зарегистрированных безработных в 2016 составляло 9 560 человек, уровень безработицы — 12,3 %.
Медианный годовой доход домохозяйств в 2015 составил C$61 163 (после вычета налогов — $53 434). Средние данные по Канаде — C$ 70 336 ($61 348).
Изменение в возрастном составе жителей провинции характеризуется старением населения, хотя и не столь значительным чем в остальной Канаде:
| Возрастная группа | Перепись 2016 | Перепись 2016     | Перепись 1996 | Перепись 1996     |
| Возрастная группа | Численность   | Доля от населения | Численность   | Доля от населения |
| ----------------- | ------------- | ----------------- | ------------- | ----------------- |
| до 14 лет         | 22 685        | 15,9 %            | 29 100        | 21,6 %            |
| 15-64 лет         | 92 510        | 64,7 %            | 87 997        | 65,4 %            |
| старше 65 лет     | 27 710        | 19,4 %            | 17 460        | 13,0 %            |

### Этнический состав
Большинство населения провинции имеет европейские корни.
|    | Этнос             | Население (2016) | Доля    |
| -- | ----------------- | ---------------- | ------- |
| 1  | Канадцы           | 59 270           | 42,43 % |
| 2  | Шотландцы         | 50 685           | 36,29 % |
| 3  | Англичане         | 40 310           | 28,86 % |
| 4  | Ирландцы          | 38 510           | 27,57 % |
| 5  | Французы          | 25 935           | 18,57 % |
| 6  | Немцы             | 7 060            | 5,05 %  |
| 7  | Голландцы Индейцы | 4 355            | 3,12 %  |
| 8  | Акадийцы          | 3 485            | 2,49 %  |
| 9  | Метисы            | 2 735            | 1,96 %  |
| 10 | Валлийцы          | 2 415            | 1,73 %  |
|    | …                 |                  |         |
| 21 | Русские           | 500              | 0,36 %  |

Доля была рассчитана исходя из количества респондентов ответивших на вопрос о своей этнической принадлежности (139 685).
При ответе на вопрос об этническом происхождении респондентам разрешалось давать несколько ответов.

### Язык
| Франкоговорящее большинство Англоговорящее большинство Смешанное население |

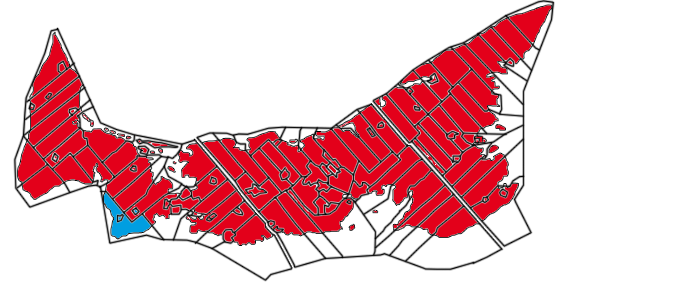

Английский язык является родным для подавляющего большинства населения. Заметное присутствие французского языка наблюдается только в муниципалитете Лот 15, где проживают потомки акадийцев.

## Экономика
Экономика острова базируется на трёх основных направлениях:
Сельское хозяйство и промышленность
Земля очень плодородна. Железистые почвы, характерные для острова, пригодны для выращивания картофеля. Картофель, выращиваемый на острове, пользуется хорошей репутацией среди потребителей по всей Канаде.
На острове находится много пищевых, промышленных заводов. В основном это заводы картофеля фри. Общая стоимость производимой продукции около $ 950 миллионов в год, из которых более 700 миллионов приходится на переработку сельскохозяйственной продукции. Сельскохозяйственный доход от продажи картофеля составляет около $ 150 миллионов.
Ещё одним важным направлением является молочное животноводство.
Рыболовство
Кроме рыбы, ведётся промысел мидий и крабов. Ежегодно рыболовство приносит около $ 160 миллионов.
Туризм
Туризм является важным источником дохода провинции. Основным видом отдыха является курортный отдых. На острове расположено несколько популярных пляжей, в том числе «красные пески» в Кавендише и «поющие пески» на востоке острова. Посёлок Кавендиш является наиболее популярным местом среди туристов, благодаря расположенному неподалёку дому писательницы Монтгомери — здесь, помимо пляжа, находятся многочисленные туристские аттракционы. Также популярностью пользуются рестораны, готовящие омаров, в соседнем посёлке Норт-Растико, а также несколько местных виноделен.

## Культура

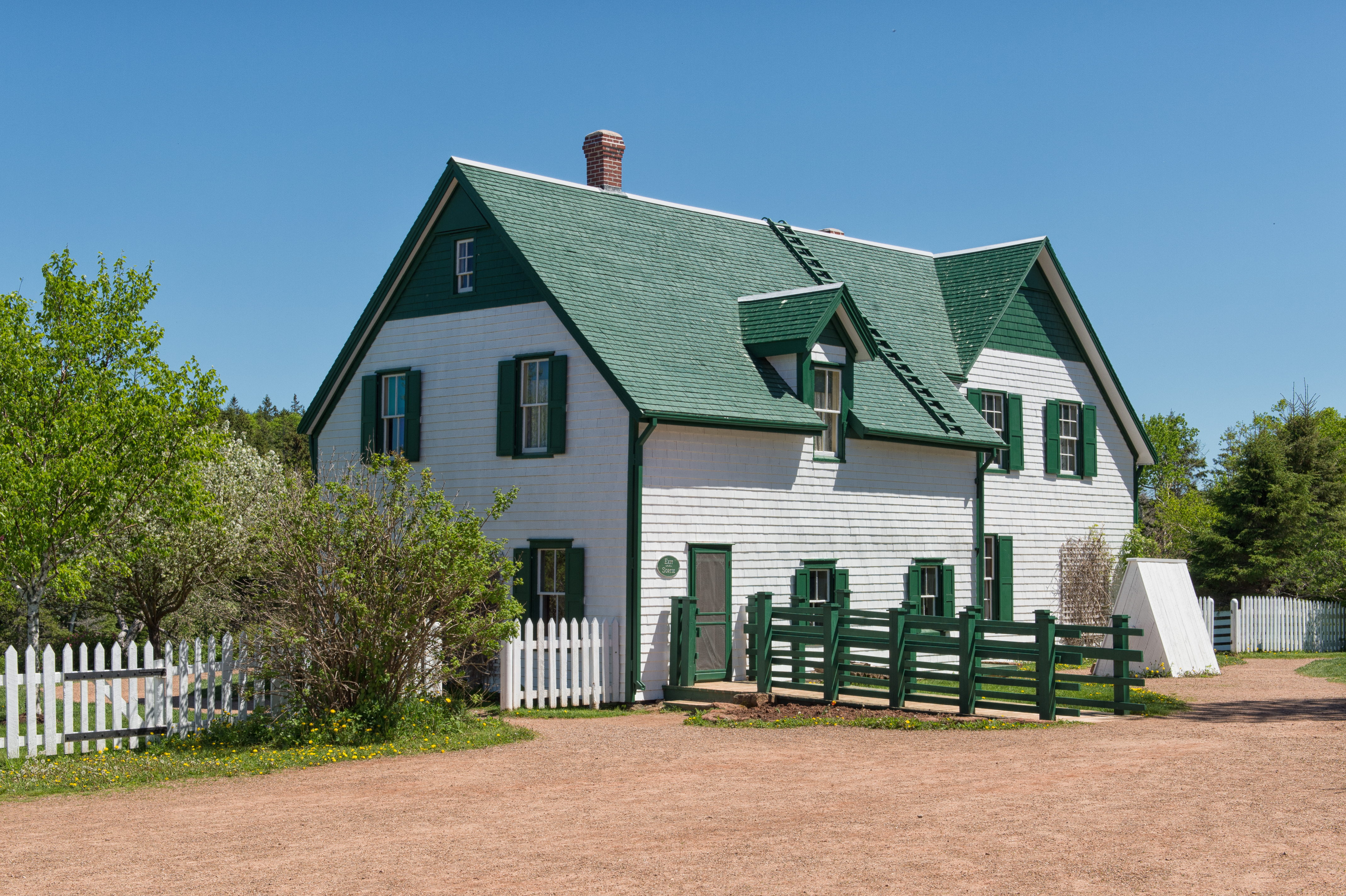
Дом «Зелёные Крыши» в Кавендише

Самая известная писательница канадского острова-провинции — Люси Мод Монтгомери (англ. Lucy Maud Montgomery). Её роман «Энн из Зелёных Мезонинов» (англ. Anne of Green Gables) стал классическим произведением канадской литературы. На популярности книги и её автора строится туристическая индустрия провинции: экскурсии в дом писательницы организуются как для читателей книг автора и для телезрителей; в шарлоттаунском концертном зале в течение туристического сезона ежедневно для приезжих играет пьеса «Энн из Зелёных Мезонинов».